# Прокляття Куллерво
«Прокляття Кýллерво» (фін. Kullervon kirous, швед. Kullervo förbannande) — картина фінського художника Акселі Ґаллен-Каллели, написана у 1899 році. Твір, натхненний кареліанізмом, є частиною серії, яку митець присвятив фінському епосу «Калевала».
Зараз полотно входить до колекції музею мистецтв Атенеум у Гельсінкі.

## Сюжет
Картина зображує поворотний момент у житті Куллерво, одного з персонажів «Калевали», який був сиротою, що був рабом у родині коваля Ільмарінена та його дружини, Доньки Погʼйоли. Того дня він пас худобу в лісі, а зла дружина Ільмарінена спекла для Куллерво хліб, всередину якого поклала камінь, об який зламався ніж, який залишив Куллерво батько. Куллерво за допомогою співу скликає нове стадо з вовків та ведмедів, які зʼїдають жінку. У «Калевалі» не згадується самого прокляття Куллерво, а лише описується, як хлопець плаче, коли бачить, що ніж зламався. Цей мотив пізніше повторювався у творчості й інших фінських митців.
Події картини відбуваються на тлі сонячного осіннього пейзажу. Розлючений Куллерво також втілює жагу фінів до боротьби та націоналістичні настрої, що набирали сили. На задньому плані можна побачити гори та худобу, а собака Куллерво на передньому плані дивиться на хлібину, що лежить на землі. Куллерво погрожує високо піднятим кулаком та клянеться помститися.

## Історія
Картина була створена того самого року, коли було видано Лютневий маніфест, тому її можна трактувати як образне зображення фінського відчаю та недовіри до початку русифікації країни. Мотив порівняння ситуації фінського народу можна прослідкувати й у фресці Ґаллен-Каллели «Куллерво вирушає на війну», яка була створена два роки потому і за сюжетом якої Куллерво вирушає в дорогу, аби помститися.
Окрім цього, «Прокляття Куллерво» належить до реалістичних народних зображень, які Ґаллен-Каллела писав у 1880-х роках.